# Vorstadt (Kilonia)
Vorstadt, Kiel-Vorstadt – dzielnica miasta Kilonia w Niemczech, w kraju związkowym Szlezwik-Holsztyn.